# Philarète Chasles
Philarète Chasles (1798-1873) fue un escritor, jornalista y crítico literario de Francia.

## Biografía
Chasles nació en Mainvilliers, cerca de Chartres, el 8 de octubre de 1798, recibiendo la educación usual escolar, y a los quince años trabajó en una oficina de imprenta en París, y en 1815 estuvo implicado con su maestro en disturbios políticos, arrestado y encarcelado durante dos meses, puesto en libertad por la intervención de François-René de Chateaubriand.
Más tarde, Chasles, fue a Londres a completar su aprendizaje, y entró en la oficina del erudito de los clásicos, autor de libros de gramática de griego y latín, Richard Valpy (1754-1836), quien le empleó en las ediciones de los clásicos, y durante siete años que residió en Londres se famililiarizó con la lengua inglesa y adquirió diversos conocimientos de la literatura inglesa.
Chasles, abandonando Inglaterra viajó a Alemania y por el norte de Europa, y regresando a Francia fue secretario de Jony, y realizó trabajos periodísticos; pero muchos ensayos han sido revisados y publicados de forma separada, y sus contribuciones han sido principalmente sobre literatura inglesa y literatura alemana, en Revista de dos mundos, Diario de debates, y en la Revista británica, realizando diversas traducciones inglesas y alemanas.
Los conocimientos de Chasles le permitieron ser profesor de literatura extranjera en el Colegio de Francia y asistente bibliotecario en la biblioteca Mazarin, y como escritor fue claro, vigoroso y buen crítico de la literatura inglesa dejando obras sobre la antigüedad, Edad Media, Francia, España, Oliver Cromwell, literatura y costumbres de Inglaterra, sobre la literatura y costumbres de los anglos-americanos, William Shakespeare, María Estuardo, Pietro Aretino, Carlos I de Inglaterra, Virginia María de Leyva, cristianismo y otras obras.

## Obras
- Contes bruns, París, 1979.
- Mémoires, Geneve, 1973.
- Le moyen age, París, 1876.
- La physcologie sociale, París, 1875.
- Galileo Galilei,..., París, 1862.
- Virginie de Leyva, París, 1861.
- Etudes sur l'Allemagne,..., París, 1854-61, 2 vols.
- Notabilities in France and England...., New York, 1853.
- Anglo-American literature...., New York, 1852.
- Etudes sur W. Shakespeare, Marie Stuart et l'Aretin, París, 1851.
- Les americains et l'avenir de l'Amerique, 1850.
- Études sur la litterature et ls moeurs de l'Angleterre,..., París, 1850.
- Etudes sur le seizieme siecle en France,...., París, 1848.
- Etudes sur l'antiquité,..., París, 1847.
- Olivier Cromwell,...., París, 1847.
- Etudes sur les premiers temps du christianisme, París, 1847
- Etudes sur l'Espagne....., París, 1847.
- Le dix-huiteme siecle en Angleterre, París, 1846, 2 vols.
- Revolution d'Angleterre, Charles Ier, París, 1844.
- De Teutonicis latinisque linguis, Parisiis, 1841.
- De l'autorite historique de Flavius-Josèphe, París, 1841.
- Venere e Pietro Aretino
- L'Aretin,...